# Wrangell-St.-Elias-Nationalpark
Der Wrangell-St.-Elias-Nationalpark (englisch Wrangell–St. Elias National Park and Preserve) im südöstlichen Alaska ist mit rund 53.602 km² der größte Nationalpark in den Vereinigten Staaten. Der Nationalpark wurde 1980 durch den Alaska National Interest Lands Conservation Act gegründet und gehört zusammen mit den umgebenden Naturschutzgebieten zum UNESCO-Weltnaturerbe und zu einem der größten zusammenhängenden Schutzgebiete der Welt. Das Preserve wird von der Weltnaturschutzunion in der Kategorie V (Geschützte Landschaft) geführt.

## Anreise

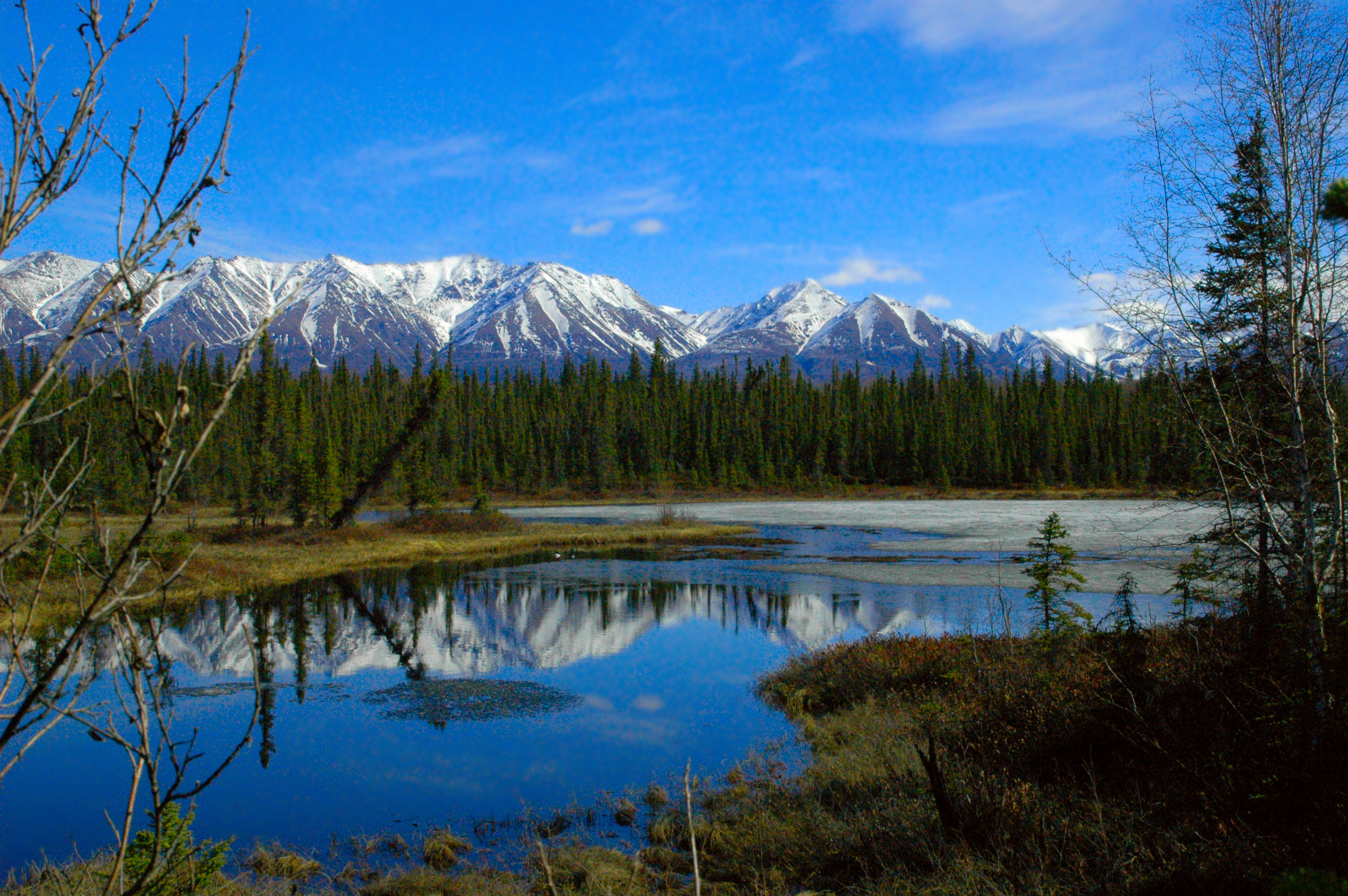
Entlang der McCarthy Road

Anders als die meisten anderen Nationalparks in Alaska ist der Wrangell-St.-Elias-Nationalpark verhältnismäßig gut an das Straßennetz angebunden, auch wenn es im Park selbst nur zwei kurze Straßenabschnitte gibt. Der nächstgelegene internationale Flughafen befindet sich in Anchorage. Über den Glenn Highway ist der Nationalpark in etwa vier Stunden auf dem Straßenweg erreichbar. Bei Glennallen, wo sich etwas südlich auch das Hauptbesucherzentrum des Nationalparks befindet, geht der Glenn Highway in den Richardson Highway über und führt südlich weiter bis Valdez, wo auch größere Autofähren über den Alaska Marine Highway anlegen.
Innerhalb der Grenzen des Nationalparks verlaufen lediglich zwei Schotterstraßen, wobei es von einigen Autovermietern ein Verbot gibt, diese Straßen zu befahren. Die eine (McCarthy Road) führt 98 km von Chitina an der Westseite des Parks entlang des Chitina Rivers bis McCarthy, die andere (Nabesna Road) 73 km von Slana im Norden bis Nabesna.

## Geschichte
Im Park liegt Kennicott, eine verlassene Bergbausiedlung für fünf Kupferminen in der Nähe. Die Kennecott Copper Corporation begann im Jahr 1908 mit dem Bau der Mine, die im Jahr 1911 in Betrieb genommen wurde und rasch zahlreiche Arbeiter anlockte. Im Jahr 1938 wurden die letzten Minen stillgelegt. Von dort wurde über McCarthy das so geförderte Kupfer durch die Copper River and Northwestern Railway nach Cordova an den Golf von Alaska transportiert. Nach der Stilllegung des Kupferabbaus und Einstellung des Bahnverkehrs wurde McCarthy zur Geisterstadt. Erst in den 1970er Jahren, als die Region um Kennicott touristisch erschlossen wurde, siedelten sich wieder Menschen an. Die Ruinen der Minen von Kennicott sind bis heute erhalten geblieben und stehen auf dem National Register of Historic Places.  Neben dem Kupferabbau wurde bei Nabesna im Norden auch Gold abgebaut.

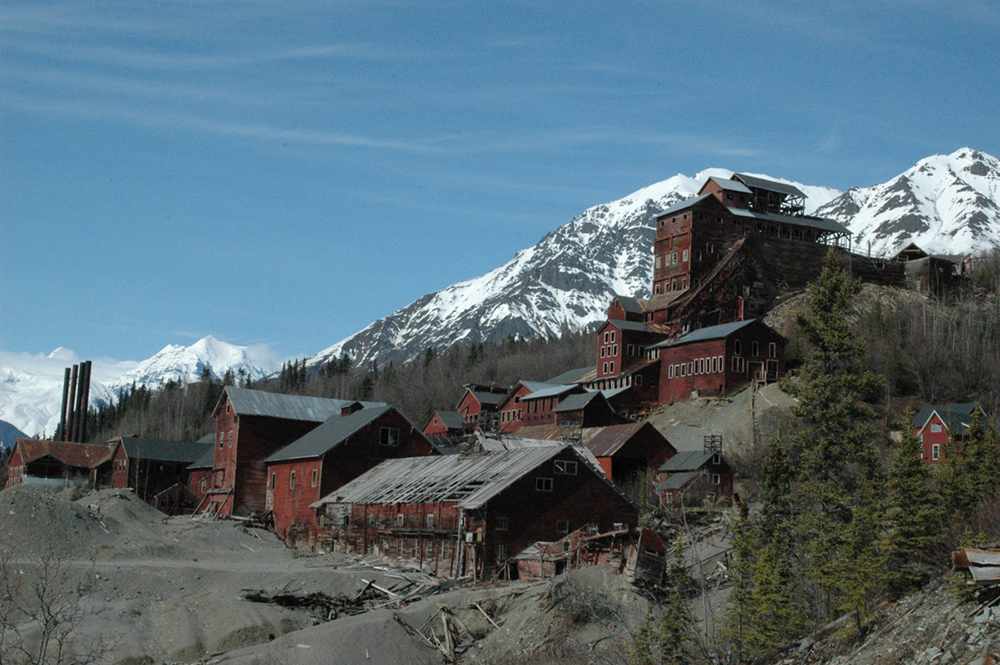
Alte Produktionsanlagen des Kennicott-Kupferminen-Komplexes, die Minen selbst befinden sich in einigen Kilometern Entfernung von den Gebäuden

Der Nationalpark wurde 1980 durch den Alaska National Interest Lands Conservation Act gegründet und ist knapp sechsmal so groß wie der Yellowstone-Nationalpark. Innerhalb des Parks sind drei verschiedene Schutzzonen ausgewiesen; ein Teil ist als National Preserve ausgewiesen, in der das Schutzniveau am geringsten ist. Hier ist der Bergbau oder die Jagd sowohl als traditionelle Nutzung der Ureinwohner, als auch für Auswärtige und kommerziell zulässig. Noch heute wird in geringem Ausmaß in privaten Teilen des National Preserves Bergbau betrieben. Die Wrangell-Saint Elias Wilderness mit 36.732,3 km² ist als Wilderness Area ausgewiesen, der strengsten Klasse von Naturschutzgebieten in den Vereinigten Staaten. Sie ist die Kernzone des Nationalparks und zugleich die größte Wilderness Area der USA, wobei sie zehn Prozent des gesamten National Wilderness Preservation Systems ausmacht.
Gemeinsam mit dem kanadischen Kluane-Nationalpark im Yukon-Territorium, dem Glacier-Bay-Nationalpark & Preserve im äußersten Südosten Alaskas am Golf von Alaska und dem Tatshenshini-Alsek Provincial Park in British Columbia (Kanada) ist der Park seit 1994 ein UNESCO-Welterbe, sie bilden die transnationale Welterbestätte des Parksystems Kluane / Wrangell-St. Elias / Glacier Bay / Tatshenshini-Alsek. Mit einer Gesamtfläche von 97.124 km² stellt dieses Schutzgebiet eines der weltweit größten dar.

## Geographie

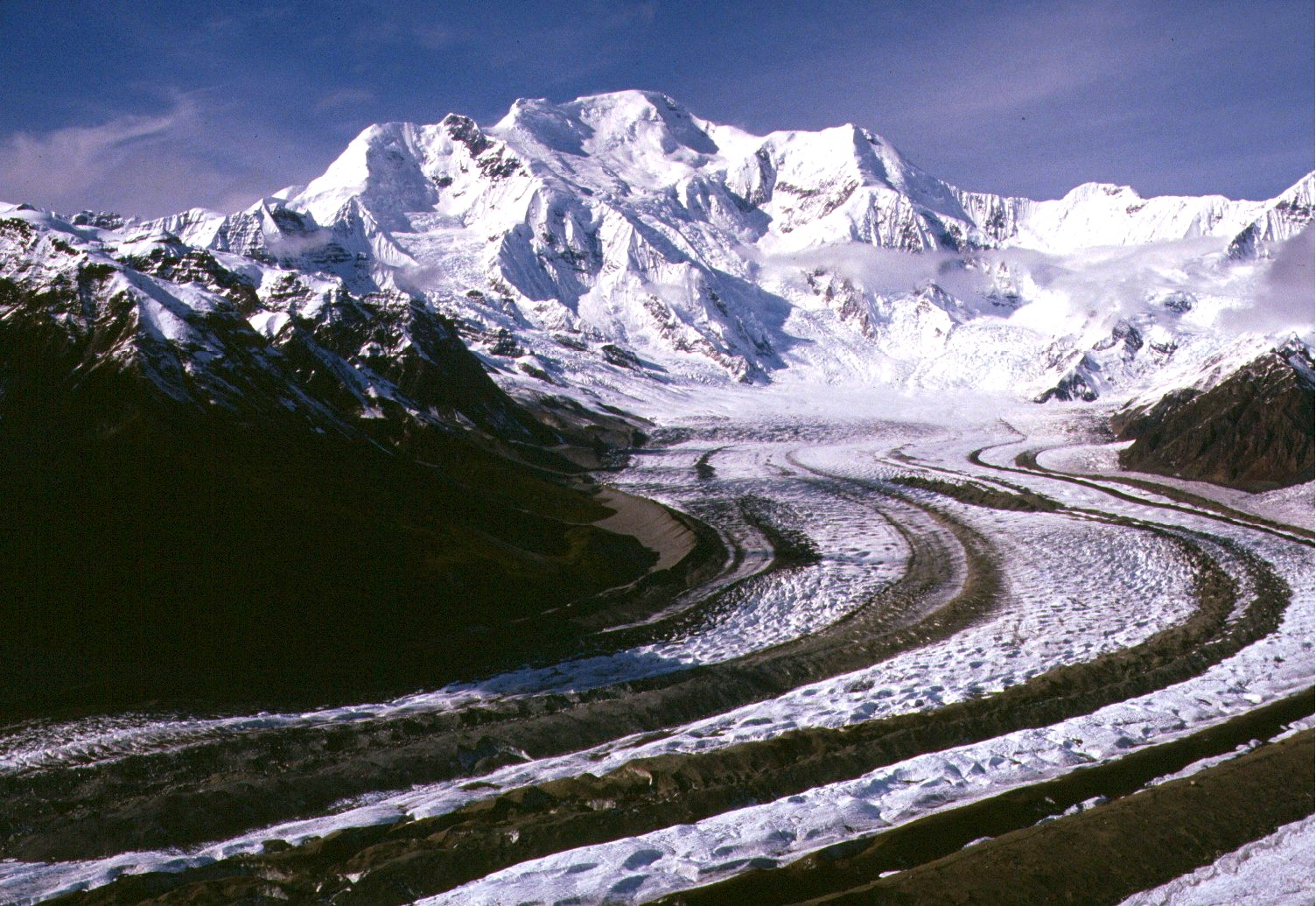
Mount Blackburn & Kennicott-Gletscher

9 der 16 höchsten Berge der Vereinigten Staaten liegen im Wrangell-St.-Elias-Nationalpark. Die meisten Berge der Wrangell Mountains mit dem zuletzt 1930 ausgebrochenen, 4316 m hohen Vulkan Mount Wrangell treffen hier auf das weltweit höchste Küstengebirge, die Saint Elias Mountains mit dem höchsten Punkt im Park, dem am Golf von Alaska gelegenen Mount Saint Elias (5489 m). Zusätzlich treffen hier die Chugach Mountains im Südwesten und Ausläufer der Alaskakette im Norden (mit den Nutzotin und Mentasta Mountains) zusammen. Letztere stellen die Nordgrenze des Parks dar, während im Westen die Parkgrenze entlang des Copper Rivers verläuft.
Innerhalb der Grenzen des Nationalparks befinden sich unzählige Gletscher. Mit dem Bagley Icefield befindet sich das größte subpolare Eisfeld Nordamerikas in den Chugach Mountains. Es speist  zahlreiche große Gletscher wie den Malaspina-Gletscher, den Hubbard-Gletscher oder den Bering-Gletscher, der mit einer Fläche von 5200 km² und einer Länge von 190 km sowohl größte als auch längste Gletscher Nordamerikas ist.

## Flora & Fauna
Zur reichhaltigen Großtierwelt dieser riesigen und von der Zivilisation wenig berührten Wildnis zählen Wölfe, Schneeziegen, Schwarzbären, Grizzlybären, Elche und Karibus. Darüber hinaus leben hier eine der größten Populationen des Dall-Schafs (ca. 13.000 Tiere) sowie zwei hier wieder angesiedelte Bisonherden. Möglicherweise kommt auch der Puma im Park vor.  Im Übrigen sind Kanadaluchs, Kojote und Vielfraß neben den Bären und Wölfen die größten Raubtiere des Gebietes. Kleinere Säugetiere des Nationalparks sind Rotfuchs, Nordamerikanischer Fischotter, Biber, Urson, Eisgraues Murmeltier, Schneeschuhhase, Arktischer Ziesel, Flughörnchen, Rothörnchen, Pfeifhase und verschiedene Kleinnager, wie etwa Lemminge. In den Küstengewässern leben Wale, Seeotter, Seehunde und Seelöwen. Etwa 80 Prozent der Landfläche besteht aus Schnee, Eis und Felsen. Aufgrund des rauen Klimas kommen abgesehen von den weitläufigen Fichtenwäldern in den niederen Lagen hauptsächlich Zwergsträucher und Gräser vor, jedoch durchaus in einer großen Artenvielfalt. Typische Sträucher sind die Heidelbeere und die Nadel-Rose.